# Tipula holzschuhi
Tipula holzschuhi är en tvåvingeart som beskrevs av Günther Theischinger 1977. Tipula holzschuhi ingår i släktet Tipula och familjen storharkrankar. Inga underarter finns listade i Catalogue of Life.